# 科潘省聖羅莎

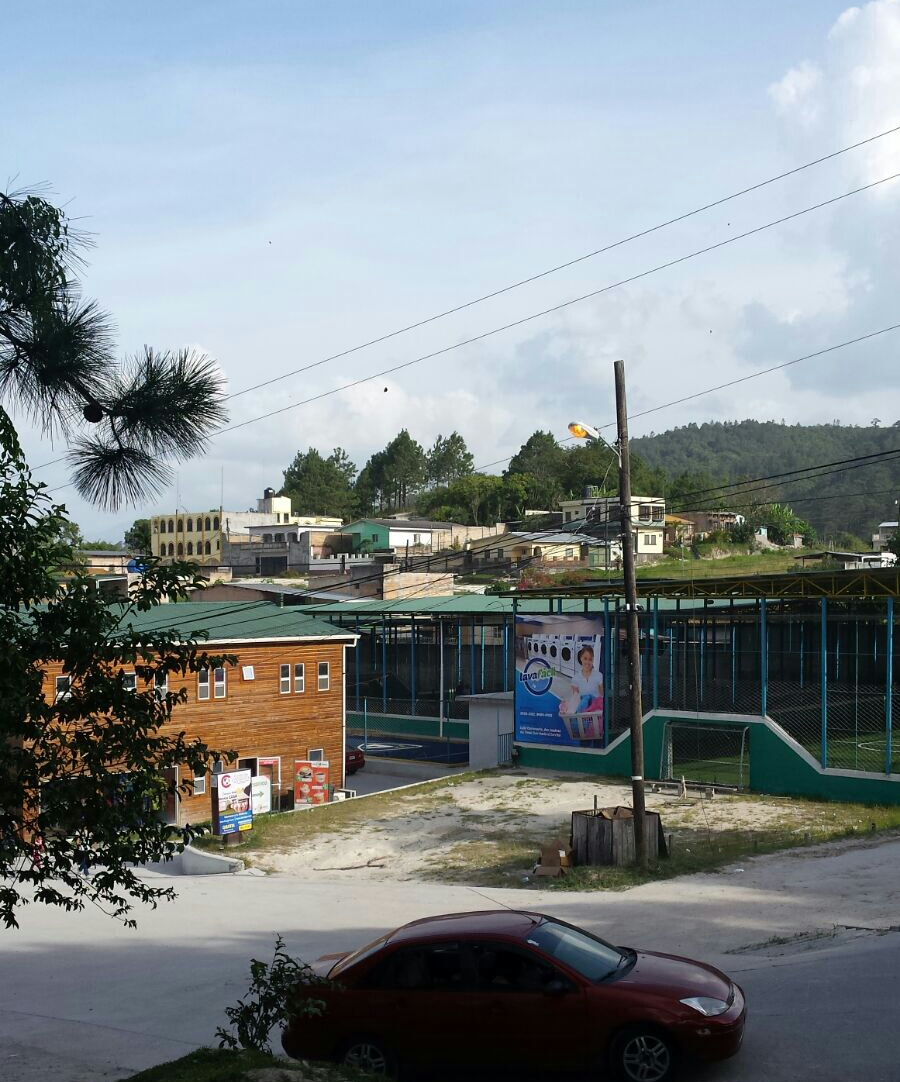
科潘省聖羅莎

科潘省聖羅莎（Santa Rosa de Copán）是洪都拉斯的城市，由科潘省負責管轄，位於該國西部，距離聖佩德羅蘇拉160公里，始建於1802年，面積293.1平方公里，海拔高度1,168米，每年平均降雨量1,580毫米，2001年人口37,322。

## 外部連結
- Interactive Map Santa Rosa de Copan （页面存档备份，存于）
- Santa Rosa de Copan Tourist Information

14°46′N 88°47′W / 14.767°N 88.783°W